# 豊田陸人 (俳優)
豊田 陸人（とよた りくと、2000年〈平成12年〉4月 - ）は、日本の俳優、ナレーター、脚本家、演出家。
広島県出身。大沢事務所所属。劇団カルタ主宰。

## 経歴
広島大学附属高等学校を卒業後、中央大学法学部に進学。在学中より芸能活動を開始し、舞台や映像作品への出演、ナレーションなど幅広い分野で活動している。
2023年には自身が主宰を務める「劇団カルタ」を設立し、脚本・演出・出演を兼ねた演劇活動を展開している。

## 劇団カルタ
劇団カルタは、演劇活動を本業としない会社員を中心に構成された劇団であり、安定した職業生活を送りながらも継続的な創作活動ができる場を提供することを目的としている。「他者への想い」「社会への祈り」「虚構、理想がもたらす憧れ」の3つの創作テーマを掲げ、エンターテインメント性と演劇の社会性の両立を重視した作品制作を行っている。

## 出演

### 舞台（出演）
- 『音楽劇 百夜車』（2022年、東京芸術劇場 シアターウエスト）[2]
- 『空蝉』（2023年、東京芸術劇場 シアターウエスト）[2]
- 『MPink Music Revue Show vol.3』（2022年、KAAT神奈川芸術劇場 大スタジオ）[2]
- 『ほおずきの家』（2023年、座・高円寺1）[2]

### 舞台（脚本・演出）
- 『千日紅の摘心』（2023年、荻窪小劇場）[2]
- 『春眠の禁忌』（2024年、シアターバビロンの流れのほとりにて）[2]
- 『軌道』（2024年、阿佐ヶ谷アルシェ）[2]

## ナレーション
スバル、ミスタードーナツ、ネスプレッソ、JINS、カネボウなどのテレビCMおよびWeb CMに出演。ナレーターとしても活動している。